# Samuel Quaranta
Pour les articles homonymes, voir Quaranta.
Samuel Quaranta, né le 15 avril 2002 à Bergame, est un coureur cycliste italien. 

## Biographie
Originaire de Bergame, Samuel Quaranta est le fils de l'ancien cycliste professionnel Ivan Quaranta,. Il prend sa première licence vers l'âge de six ans au sein de l'UC Cremasca. Tout comme son père, il se fait remarquer par ses qualités de sprinteur. Il obtient notamment cinq succès en 2018, dont un titre de champion d'Italie sur piste. L'année suivante, il s'impose à cinq reprises chez les juniors. Il décroche également une victoire en 2020, dans une saison ébranlée par la pandémie de Covid-19.
En 2021, il intègre l'équipe continentale Colpack-Ballan. Pour ses débuts espoirs, il remporte deux courses du calendrier national italien. Sa saison 2022 est malencontreusement perturbée par une mononucléose. En dépit de cette maladie, il parvient à décrocher deux nouvelles victoires et diverses places d'honneur chez les amateurs. Sur piste, il devient champion d'Italie du scratch.
En 2023, il gagne deux étapes de la Vuelta a Catamarca, avec une sélection nationale italienne,. Ce sont ses premiers succès acquis sur une compétition inscrite au calendrier de l'UCI. Il se classe également deuxième de la poursuite par équipes aux championnats d'Europe espoirs. Dans le calendrier national, il triomphe sur la Coppa Caduti Nervianesi. Il finit aussi deuxième de la Targa Crocifisso. 
Au printemps 2024, il est sacré champion d'Europe de poursuite par équipes espoirs, aux côtés de Luca Giaimi, Manlio Moro, Renato Favero et Niccolò Galli. Il brille par ailleurs au milieu des professionnels en terminant deuxième d'une étape du Tour de Hongrie, derrière Sam Welsford.

## Palmarès sur route

### Par année
| - 2019 - Coppa Amelia Vittorio - Trofeo Comune di Bedizzole - Trofeo Comune di Maleo - 2e du Trophée Raffaele Marcoli - 2020 - Medaglia d'Oro Città di Monza - 2021 - Trofeo Arcadia Calcestruzzi - Circuito di Orsago - 3e du Gran Premio della Possenta - 2022 - Mémorial Vincenzo Mantovani - Gran Premio Calvatone - 2e de la Coppa Comune di Livraga - 3e du Trofeo Comune di Lastra a Signa | - 2023 - Coppa Caduti Nervianesi - 2e et 4e étapes de la Vuelta a Catamarca - 2e de la Targa Crocifisso - 2024 - Targa Crocifisso - 2e de la Targa Libero Ferrario |  |

### Classements mondiaux
| Année                                 | 2023  | 2024  |
| ------------------------------------- | ----- | ----- |
| Classement mondial                    | 1768e | 1956e |
| UCI Europe Tour                       | 1137e | nc    |
|                                       |       |       |
| Légende : nc = non classéSource : UCI |       |       |

## Palmarès sur piste

### Championnats d'Europe
| Édition / Épreuve      | Poursuite par équipes |
| Anadia 2023 (espoirs)  | Argent                |
| Cottbus 2024 (espoirs) | Or                    |

### Championnats nationaux
- 2020
  - 2e du championnat d'Italie de l'américaine juniors
  - 2e du championnat d'Italie de l'élimination juniors
- 2022
  -  Champion d'Italie du scratch
  - 2e du championnat d'Italie de l'élimination
  - 3e du championnat d'Italie de l'américaine
- 2023
  - 3e du championnat d'Italie de poursuite par équipes